# Lightship Frying Pan
El Frying Pan Shoals Lightship No. 115  es un buque faro histórico ubicado en Nueva York, Nueva York.  Frying Pan Shoals Lightship No. 115 se encuentra inscrito  en el Registro Nacional de Lugares Históricos desde el 28 de enero de 1999. Charleston Dry Dock y Machine Co. fueron los arquitectos del Frying Pan Shoals Lightship No. 115.

## Ubicación
El Frying Pan Shoals Lightship No. 115 se encuentra exhibido como buque museo dentro del condado de Nueva York en las coordenadas 40°45′00″N 74°00′37″O / 40.75, -74.010278.